# Javier Torá
Javier Torá (Petrel, Alicante, 1971) es un empresario español, fundador y director ejecutivo del grupo empresarial Elegant Supreme, especializado en marroquinería y moda. Actualmente, reside en Guangzhou, China, donde ha desarrollado gran parte de su carrera profesional.

## Trayectoria profesional
Torá inició su carrera en la empresa de marroquinería de su padre en Petrer. Tras el cierre de esta, fundó una fábrica en Cádiz dedicada a la marroquinería, que también cesó su actividad, obligandole a regresar a Alicante para trabajar en la competencia de la empresa familiar. Sería está empresa la que le invitaría a marchar a China para ampliar su negocio, oferta que aceptaría.
En 2013, estableció Elegant Supreme en Guangzhou, aprovechando las ventajas competitivas del país en la producción textil. La empresa ha colaborado con marcas internacionales como Inditex, Mango, El Corte Inglés, C&A, Armani Exchange y Desigual. 
Torá posee un Máster en Dirección por la Escuela de Negocios de Harvard (Harvard Business School).

### Otras actividades
Además de su actividad empresarial en el sector textil, ha desarrollado una iniciativa vitivinícola denominada Torá Wine, basada en el viñedo familiar. También es aficionado a los deportes de resistencia, especialmente el triatlón. 

## Actividad institucional y Distinciones
Torá preside la Cámara de Comercio de España en el sur de China y es fundador y coordinador del Club de Empresarios Españoles en Cantón que tiene como objetivos primordiales:
- Facilitar el comercio y la inversión: El club crea oportunidades de negocio entre empresas españolas y chinas, especialmente en el sector de la moda y la tecnología, donde Cantón es un centro importante.
- Promover la cooperación: El club organiza eventos, foros y reuniones para que los empresarios españoles puedan conocerse, intercambiar información y establecer colaboraciones.
- Ofrecer apoyo a los empresarios: Un artículo de Reporte Asia menciona que el club facilita el acceso a información y contactos para los empresarios españoles que buscan desarrollar negocios en Cantón.
- Fomentar el intercambio cultural: El club promueve la comprensión mutua entre las culturas española y china, facilitando la adaptación de los empresarios españoles a la cultura china.

En 2021, fue distinguido con la Cruz de Oficial al Mérito Civil de la Orden de Isabel la Católica por el Ministerio de Asuntos Exteriores de España, en reconocimiento a su labor en favor de la comunidad española en el sur de China.